# تامی کتون
تامی کتون (انگلیسی: Tommy Caton; ۶ اکتبر ۱۹۶۲ – ۳۰ آوریل ۱۹۹۳) فوتبالیست اهل بریتانیا بود.
از باشگاه‌هایی که در آن بازی کرده‌است می‌توان به باشگاه فوتبال منچستر سیتی، باشگاه فوتبال آکسفورد یونایتد، باشگاه فوتبال آرسنال، باشگاه فوتبال چارلتون اتلتیک اشاره کرد.
وی همچنین در تیم ملی فوتبال زیر ۲۱ سال انگلستان بازی کرده‌است.